# Associazione Calcio Monza Brianza 1912 2007-2008
Questa voce raccoglie le informazioni riguardanti l'Associazione Calcio Monza Brianza 1912 nelle competizioni ufficiali della stagione 2007-2008.

## Stagione
Nella Stagione 2007-2008 il Monza disputa il girone A del campionato di Serie C1, con 46 punti ottiene l'ottava posizione. Il campionato dei brianzoli inizia con il tecnico Giuliano Sonzogni, che dopo l'eliminazione dalla Coppa Italia di Serie C nel girone C di qualificazione, vinto dal Pavia, e le prime cinque gare di campionato, con una sola vittoria, a fine settembre dopo la sconfitta (2-1) di Lecco, viene sostituito da Giovanni Pagliari, con lui il Monza chiude il girone di andata con 26 punti, in settima posizione, poi nel girone di ritorno vivacchia a centro classifica, ma sempre distante dai Play-off. Salgono il Sassuolo ed il Cittadella. Nel Monza si è messo in evidenza il torinese Paolo Rossi, preso dal Pavia, autore di 11 reti in campionato, ha fatto bene con 6 reti anche Vincenzo Iacopino.

## Rosa
| N. |                    | Ruolo | Calciatore          |
| -- | ------------------ | ----- | ------------------- |
|    | Italia (bandiera)  | A     | Pietro Arcidiacono  |
|    | Gambia (bandiera)  | D     | Simon Barjie        |
|    | Italia (bandiera)  | D     | Giovanni Bartolucci |
|    | Italia (bandiera)  | A     | Matteo Beretta      |
|    | Italia (bandiera)  | C     | Alessandro Bettega  |
|    | Italia (bandiera)  | C     | Massimo Brambilla   |
|    | Italia (bandiera)  | C     | Yuri Breviario      |
|    | Italia (bandiera)  | P     | Pierluigi Brivio    |
|    | Italia (bandiera)  | C     | Valerio Capocchiano |
|    | Italia (bandiera)  | C     | Mattia Corradi      |
|    | Brasile (bandiera) | D     | Marcus Diniz        |
|    | Italia (bandiera)  | P     | Andrea Ferrari      |
|    | Italia (bandiera)  | A     | Federico Gerardi    |
|    | Italia (bandiera)  | C     | Giorgio Gianola     |
|    | Italia (bandiera)  | C     | Luca Giunchi        |
|    | Italia (bandiera)  | A     | Luca Grammauta      |
|    | Italia (bandiera)  | A     | Gaetano Grieco      |
|    | Italia (bandiera)  | C     | Vincenzo Iacopino   |

| N. |                     | Ruolo | Calciatore              |
| -- | ------------------- | ----- | ----------------------- |
|    | Italia (bandiera)   | D     | Alessandro Lupi         |
|    | Italia (bandiera)   | A     | Andrea Marchi           |
|    | Brasile (bandiera)  | D     | Fabiano Medina da Silva |
|    | Italia (bandiera)   | C     | Roberto Menassi         |
|    | Italia (bandiera)   | C     | Cataldo Montesanto      |
|    | Italia (bandiera)   | A     | Alessandro Mosca        |
|    | Italia (bandiera)   | D     | Simone Puleo            |
|    | Italia (bandiera)   | D     | Riccardo Riboni         |
|    | Italia (bandiera)   | A     | Paolo Rossi             |
|    | Italia (bandiera)   | C     | Daniele Serafini        |
|    | Germania (bandiera) | C     | Giovanni Speranza       |
|    | Italia (bandiera)   | D     | Marco Taccucci          |
|    | Italia (bandiera)   | D     | Alessandro Tamai        |
|    | Italia (bandiera)   | A     | Michele Tarallo         |
|    | Italia (bandiera)   | D     | Marco Teani             |
|    | Italia (bandiera)   | A     | Koici Armando Tschang   |
|    | Italia (bandiera)   | C     | Salvatore Vicari        |
|    | Italia (bandiera)   | D     | Marco Zaffaroni         |

### Mercato estivo
Nuovi arrivi:
- Alessandro Tamai (dal Chievo, fine prestito)
- Massimo Brambilla (dal Mantova)
- Giovanni Bartolucci (dal Siena, prestito)
- Marco Taccucci (dal Venezia)
- Yuri Breviario (dal Chievo, comproprietà)
- Pietro Arcidiacono (dall'Empoli, prestito)
- Marcus Diniz (dal Milan, prestito)
- Koici Armando Tschang (dal Mong Kok)
- Michele Tarallo (dal Padova via Genoa, prestito)
- Marco Teani (dalla Cisco Roma)
- Federico Gerardi (dalla Pistoiese via Udinese, prestito)
- Pierluigi Brivio (dal Mantova)
- Andrea Ferrari (dall'Atalanta, comproprietà)
- Luca Giunchi (dalla Viterbese via Grosseto, prestito)
- Alessandro Bettega (dalla Juventus via Siena, prestito)
- Paolo Rossi (dal Pavia)

Partenze:
- Ivano Rotoli (allo Spezia, fine prestito)
- Dario Bergamelli (al Manfredonia via Atalanta, fine prestito)
- Andrea Gentile (al Padova via Messina, fine prestito)
- Diogo Tavares (al Lugano via Genoa, fine prestito)
- Filippo Savi (all'Arezzo via Parma, fine prestito)
- Alberto Bertolini (alla Lucchese)
- Cristian Campi (al Lecco)
- Gabriele Perico (all'Albinoleffe, fine prestito)
- Massimo Borgobello (alla Cisco Roma)
- Andrea Guerra (al Merano)
- Fabio Tricarico (al Renate)
- Francesco Capriulo (al Fanfulla, prestito)
- Fabiano Medina Da Silva (al Lecce, comproprietà)
- Laurent Kwembeke (al Calcio Caravaggese, prestito)
- Fabio Carrara (al Calcio Caravaggese, prestito)
- Gianluca Coti (al Pergocrema)
- Raffaele Biava (svincolato)

### Mercato invernale
Nuovi arrivi:
- Simone Puleo (dall'Avellino)
- Gaetano Grieco (dalla Cavese via Napoli, prestito)

Partenze:
- Alessandro Tamai (alla Tritium, prestito)
- Giovanni Speranza (al Waldhof Mannheim)
- Federico Gerardi (alla Sangiovannese via Udinese, fine prestito)

## Risultati

### Campionato

#### Girone di andata
| Arbitro: | Ruini (Reggio Emilia) |

|                              |           |  |
| Gentile 14’ Varricchio 90+5’ | Marcatori |  |

| Monza 3 settembre 2007 2ª giornata | Monza                          | 0 – 0 | Pro Patria | Stadio Brianteo\| Arbitro: \| Corletto (Castelfranco Veneto) \| |
| Arbitro:                           | Corletto (Castelfranco Veneto) |       |            |                                                                 |

| Terni 9 settembre 2007 3ª giornata | Ternana        | 0 – 0 | Monza | Stadio Libero Liberati\| Arbitro: \| Gambini (Roma) \| |
| Arbitro:                           | Gambini (Roma) |       |       |                                                        |

| Arbitro: | Ballo (Trapani) |

|                          |           |            |
| Tarallo 15’ P. Rossi 83’ | Marcatori | 50’ Scarpa |

| Arbitro: | Marrocco (Pisa) |

|                       |           |            |
| Savoldi 56’ Campi 73’ | Marcatori | 10’ Vicari |

| Arbitro: | Nasca (Bari) |

|                                     |           |                                   |
| Tarallo 76’ Iacopino 76’ Vicari 85’ | Marcatori | 62’ (aut.) Teani 70’ (rig.) Romeo |

| Arbitro: | Baratta (Salerno) |

|                                      |           |  |
| Vicari 53’ Iacopino 64’ P. Rossi 70’ | Marcatori |  |

| Arbitro: | Carbone (Napoli) |

|                        |           |  |
| Parolo 3’ Noviello 13’ | Marcatori |  |

| Arbitro: | Taverna (Taurianova) |

|             |           |            |
| Menassi 48’ | Marcatori | 35’ Rubino |

| Arbitro: | Del Giovane (Albano Laziale) |

|  |           |             |
|  | Marcatori | 57’ Beretta |

| Cava de' Tirreni 1º novembre 2007 11ª giornata | Cavese                 | 0 – 0 | Monza | Stadio Simonetta Lamberti\| Arbitro: \| Liotta (Caltanissetta) \| |
| Arbitro:                                       | Liotta (Caltanissetta) |       |       |                                                                   |

| Arbitro: | Gallione (Alessandria) |

|                                 |           |                |
| Iacopino 2’ (rig.) P. Rossi 27’ | Marcatori | 50’, 68’ Selva |

| Verona 12 novembre 2007 13ª giornata | Verona                            | 0 – 0 | Monza | Stadio Marcantonio Bentegodi\| Arbitro: \| Candussio (Cervignano del Friuli) \| |
| Arbitro:                             | Candussio (Cervignano del Friuli) |       |       |                                                                                 |

| Monza 18 novembre 2007 14ª giornata | Monza                | 0 – 0 | Venezia | Stadio Brianteo\| Arbitro: \| Palazzino (Ciampino) \| |
| Arbitro:                            | Palazzino (Ciampino) |       |         |                                                       |

| Arbitro: | Magno (Catania) |

|  |           |              |
|  | Marcatori | 84’ P. Rossi |

| Arbitro: | Doveri (Aprilia) |

|              |           |  |
| P. Rossi 89’ | Marcatori |  |

| Arbitro: | Giancola (Vasto) |

|                         |           |                             |
| Musetti 42’ Boisfer 63’ | Marcatori | 60’ Icopino 90+3’ Zaffaroni |

#### Girone di ritorno
| Arbitro: | Baratta (Salerno) |

|              |           |                        |
| P. Rossi 76’ | Marcatori | 26’ Baù 82’ Varricchio |

| Arbitro: | Barbeno (Brescia) |

|                       |           |           |
| Gasparello 12’ (rig.) | Marcatori | 74’ Diniz |

| Arbitro: | Stallone (Foggia) |

|                                              |           |                             |
| Bettega 4’, 44’ Iacopino 55’ Arcidiacono 64’ | Marcatori | 83’, 90+1’ (rig.) M. Rigoni |

| Pagani 21 gennaio 2008 21ª giornata | Paganese        | 0 – 0 | Monza | Stadio Marcello Torre\| Arbitro: \| Massa (Imperia) \| |
| Arbitro:                            | Massa (Imperia) |       |       |                                                        |

| Arbitro: | La Mura (Nocera Inferiore) |

|                         |           |           |
| Beretta 65’ Bettega 81’ | Marcatori | 16’ Vieri |

| Arbitro: | Manna (Isernia) |

|             |           |  |
| Lanteri 20’ | Marcatori |  |

| Cremona 17 febbraio 2008 24ª giornata | Cremonese           | 0 – 0 | Monza | Stadio Giovanni Zini\| Arbitro: \| La Rocca (Ercolano) \| |
| Arbitro:                              | La Rocca (Ercolano) |       |       |                                                           |

| Arbitro: | Colasanti (Grosseto) |

|                     |           |                       |
| Iacopino 83’ (rig.) | Marcatori | 66’ (rig.) D. Girardi |

| Arbitro: | Doveri (Aprilia) |

|             |           |               |
| Coletto 69’ | Marcatori | 81’ G. Grieco |

| Arbitro: | G. Stefanini (Livorno) |

|                   |           |  |
| Arcidiacono 90+4’ | Marcatori |  |

| Arbitro: | Zanichelli (Genova) |

|  |           |               |
|  | Marcatori | 45’ Tarantino |

| Arbitro: | Tasso (La Spezia) |

|                        |           |              |
| Selva 25’ Pagani 90+1’ | Marcatori | 50’ P. Rossi |

| Arbitro: | Passeri (Gubbio) |

|                                   |           |                                      |
| Beretta 7’ (rig.) Arcidiacono 86’ | Marcatori | 9’ Garzon 75’ Stamilla 90+2’ Di Bari |

| Arbitro: | Quartarone (Messina) |

|                                              |           |              |
| Veronese 40’ Antenucci 48’, 90+1’ Pesoli 76’ | Marcatori | 47’ P. Rossi |

| Arbitro: | Calvarese (Teramo) |

|                                       |           |                    |
| P. Rossi 7’, 35’ (rig.) G. Grieco 88’ | Marcatori | 49’ (rig.) Coralli |

| Arbitro: | Baracani (Firenze) |

|                |           |  |
| G. Zanetti 26’ | Marcatori |  |

| Arbitro: | Giacomelli (Trieste) |

|                                                 |           |  |
| P. Rossi 7’ (rig.) Arcidiacono 9’ G. Grieco 89’ | Marcatori |  |

### Coppa Italia di Serie C

#### Girone C
| Arbitro: | Massa (Imperia) |

|  |           |             |
|  | Marcatori | 24’ Tarallo |

| Arbitro: | Di Pilato (Bergamo) |

|  |           |                 |
|  | Marcatori | 73’ D'Imporzano |

| Arbitro: | Buonocore (Nichelino) |

|                             |           |  |
| Pietribiasi 38’ (rig.), 90’ | Marcatori |  |

| 5 settembre 2007 4ª giornata |  | – Turno di riposo Monza |  |  |

| Arbitro: | Barbiero (Vicenza) |

|                                      |           |                          |
| F. Gerardi 14’ Diniz 76’ Bettega 79’ | Marcatori | 8’ Di Maria 42’ Poziello |

## Statistiche

### Statistiche di squadra
| Competizione         | Punti | In casa | In casa | In casa | In casa | In casa | In casa | In trasferta | In trasferta | In trasferta | In trasferta | In trasferta | In trasferta | Totale | Totale | Totale | Totale | Totale | Totale | DR |
| Competizione         | Punti | G       | V       | N       | P       | Gf      | Gs      | G            | V            | N            | P            | Gf           | Gs           | G      | V      | N      | P      | Gf     | Gs     | DR |
| -------------------- | ----- | ------- | ------- | ------- | ------- | ------- | ------- | ------------ | ------------ | ------------ | ------------ | ------------ | ------------ | ------ | ------ | ------ | ------ | ------ | ------ | -- |
| Serie C1             | 46    | ..      | .       | .       | .       | ..      | ..      | ..           | .            | .            | .            | ..           | ..           | 34     | 11     | 13     | 10     | 38     | 35     | +3 |
| Coppa Italia Serie C | -     | ..      | .       | .       | .       | ..      | ..      | ..           | .            | .            | .            | ..           | ..           | ..     | .      | .      | .      | ..     | ..     | +  |
| Totale               | -     | ..      | .       | .       | .       | ..      | ..      | ..           | .            | .            | .            | ..           | ..           | ..     | .      | .      | .      | ..     | ..     | +  |

### Statistiche dei giocatori
| Giocatore      | Serie C1 | Serie C1 | Coppa Serie C | Coppa Serie C | Totale   | Totale |
| Giocatore      | Presenze | Reti     | Presenze      | Reti          | Presenze | Reti   |
| -------------- | -------- | -------- | ------------- | ------------- | -------- | ------ |
| P. Arcidiacono | 0        | 0        | 0             | 0             | 0        | 0      |